# Margitligeti kastély

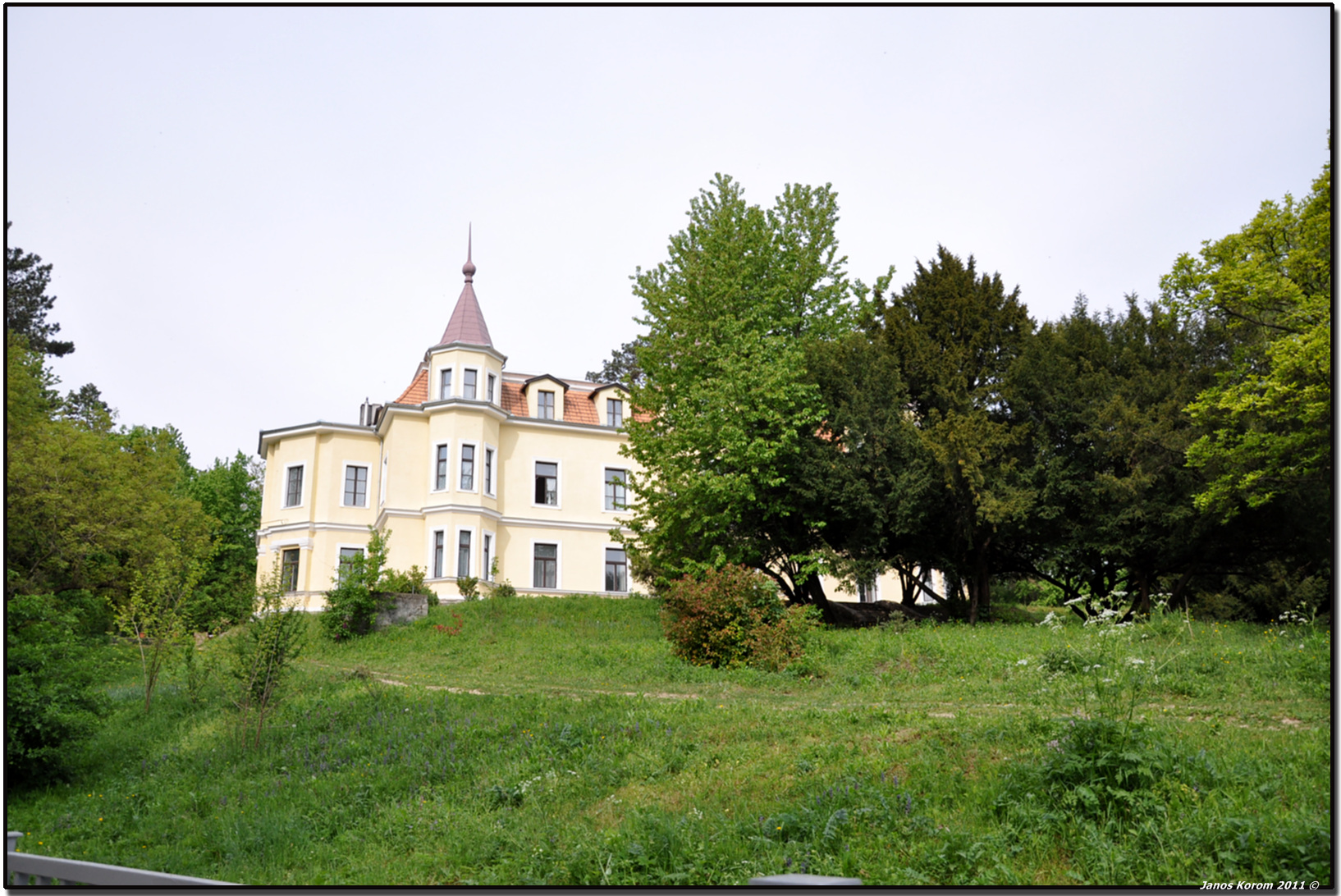
A Margitligeti kastély 2011-ben

A Margitligeti kastély Csobánka északi részén található.

## Története
Martin Sándor orvos 1897-98-ban épített Csobánka közelében egy idegszanatóriumot, s a környéket elhunyt feleségéről nevezte el Margit-ligetnek. Martin Sándor halála után gazdátlanul, kifosztottan állt. 1909-ben Wettenstein József, a tüdővész elleni szérum feltalálója vette meg és tüdőszanatóriummá alakította.

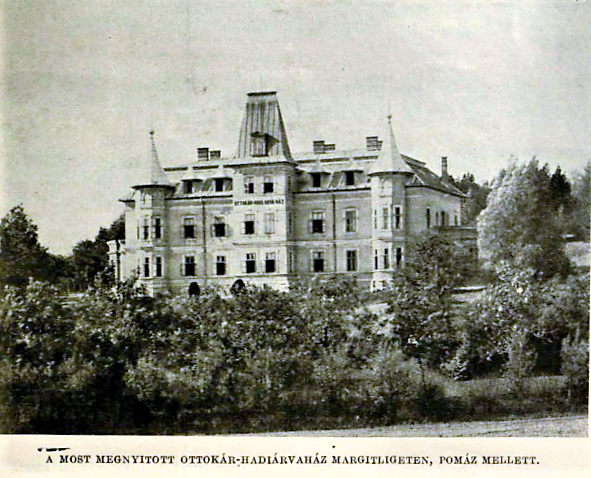
Az Ottokár hadiárvaház Margitligeten 1917-ben, a Vasárnapi Ujság illusztrációja

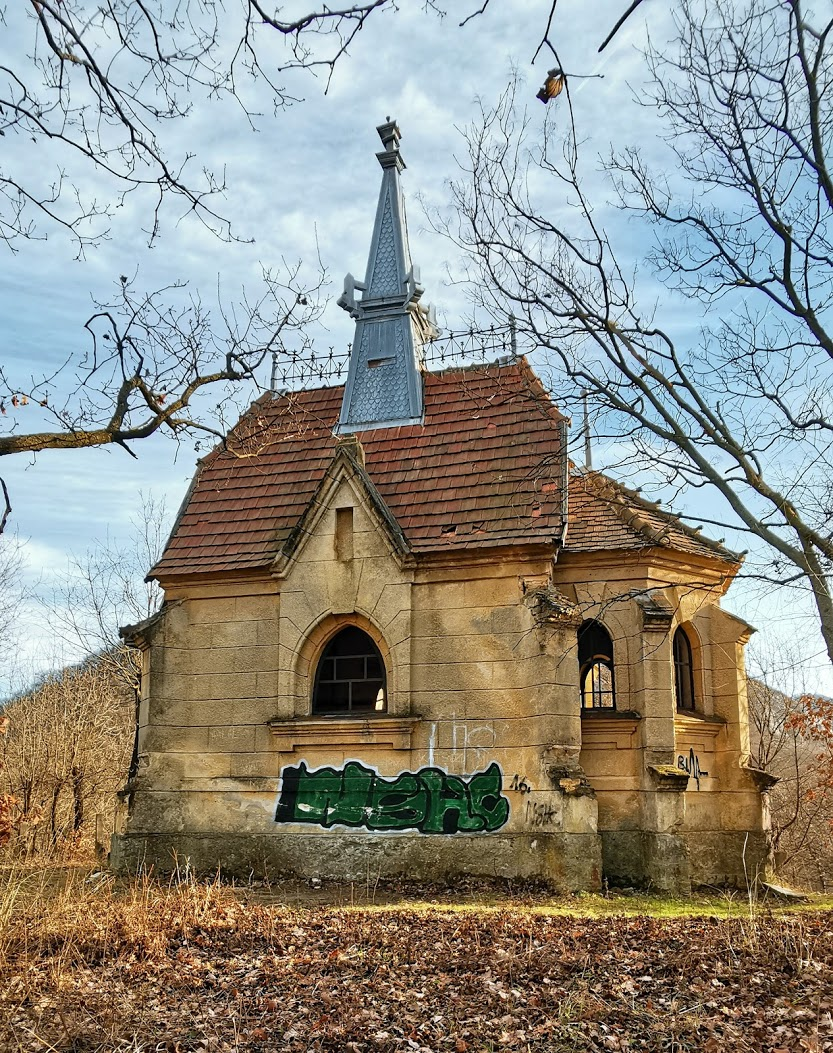
Az 1904-ben felszentelt, mára már lepusztult, neogótikus stílusú Szent Hubertus-kápolna épülete a kastélykertben (2020)

1900. május 27-én a Vasárnapi Ujság így írt a helyről: „Pomázhoz közel fejlődött fővárosunk egyik kedvelt kiránduló helye, az Oszoly festői sziklái alatt szépen fekvő Margit liget, a hol dr. Martin Sándor budapesti orvos fürdőt és szanatóriumot létesített. A fürdővel szomszédos Csobánka fölött, melynek vidékét »budapesti Svájcz«-nak szokták nevezni, ugyan csak az Oszoly lejtőjén mered égnek az a sajátszerű – az emberi kéz újjaihoz hasonló – sziklaképződmény, melyet az odavaló (épen alakjáról) «Bratzen»-nek, vagy másként Órá-nak is nevez, mivel e sziklák árnyéka szerint itéli meg az idő előrehaladását.”
A kastély az első világháború alatt a Szociális Missziótársulat tulajdonba került. Farkas Edith alapító főnöknő szervezésében országos gyűjtés indult a hadiárvák javára. A csobánkai Margitligetet Missziótelepnek nevezték át. 1918. október 10-én ünnepélyesen megnyílt az "Ottokár Hadiárvaház" a gazdasági nőiskolájával és egyéb intézményeivel együtt. A Missziótársulat a növendékekkel 18 éves korukig foglalkozott az intézetben, ahol koruknak és tehetségüknek megfelelő nevelésben részesítették őket, de az intézetből kikerült árvákkal továbbra is fenntartották a kapcsolatot.
A második világháború után a kastélyt 1946-ban államosították, 1950 és 2007 között a Gyógypedagógiai Intézet otthonaként szolgált. Az állagmegóvással nem foglalkoztak így az épületek használhatósága csökkent. 
Margit-liget szomszédságában már a 20. század elején kiépült a Szent Hubertus-nyaralótelep. A kastély kertjében épült fel a Szent Hubertus kápolna, ami a kastéllyal egyidőben épült. A kastélykertben számos ritka növény található. Ilyen például a nagy juhar, vagy a sárgás sás. A kastély szomszédságában helyezkedik el a Kraxner Alajosról elnevezett szociális otthon.
A rendszerváltozás után a Missziótársulat az épületegyüttest visszaigényelte, ami 1999-ben került ismét a tulajdonukba. A kastélyt ma a Böjte Csaba atya által alapított Dévai Szent Ferenc Alapítvány használja, amely a 2007-ben történt újjáépítése után a Prohászka Ottokár Élet Háza nevet kapta és átmeneti otthonként szolgál, hogy segítse a rászoruló fiatalokat. A névadó Prohászka Ottokár római katolikus püspök maga is sok időt töltött Csobánkán.
A park szabadon, bármikor látogatható. A kastély nem látogatható.